# Iain Macleod

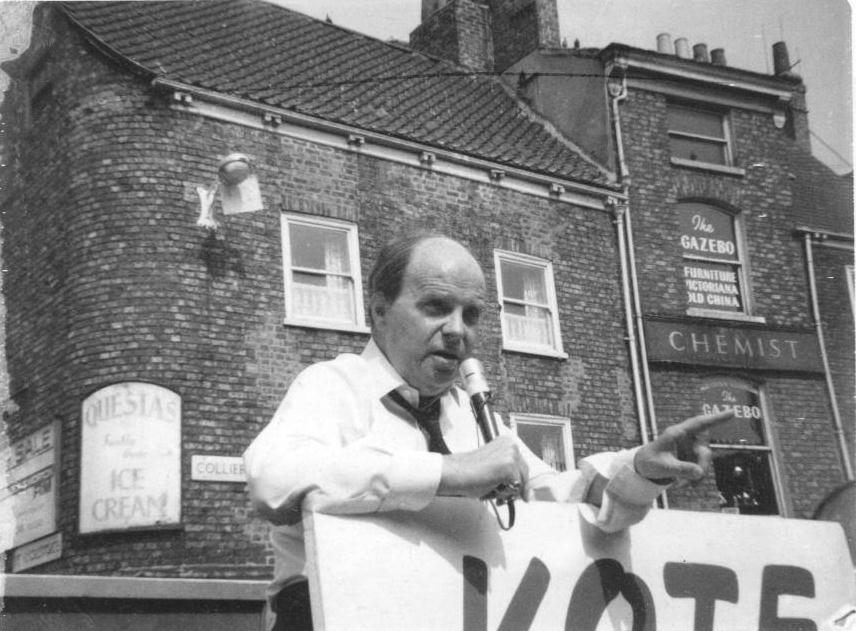
Iain Macleod

Iain Norman Macleod (Skipton, 11 november 1913 - Londen, 20 juli 1970), was een Brits conservatief politicus. 
Macleod was de zoon van Dr. Norman Alexander Macleod en Annabella Ross, beiden afkomstig van het eiland Lewis. Hij studeerde eerst aan Fettes College in Schotland en daarna Caius College, Cambridge, waar hij een B.A. ontving in 1935. Gedurende de vakanties was hij altijd te vinden op Lewis waar zijn vader een gedeelte had gekocht van het Lord Leverhulme-goed. In de Tweede Wereldoorlog was hij majoor bij Duke of Wellingtons regiment en de 50e divisie. 
Macleod werkte na zijn studie op het wetenschappelijk instituut van de Conservatieve Partij. In 1951 werd hij in het Lagerhuis gekozen voor het kiesdistrict Enfield-West, dat hij tot zijn dood zou vertegenwoordigen. Al na een jaar werd hij minister van gezondheidszorg onder Winston Churchill. Onder diens opvolger Anthony Eden kreeg hij het departement van Arbeid, dat hij behield toen Harold Macmillan eerste minister werd. Van 1959 tot 1961 leidde hij als minister van koloniën de dekolonisatie van de Britse koloniën in Afrika.
Van 1961 tot 1963 was Macleod partijvoorzitter en leider van de regeringsfractie in het Lagerhuis. Als zodanig moest hij de crisis bezweren die ontstond door de Profumo-affaire. In 1963 trok hij zich terug uit de partijleiding uit onvrede met de benoeming van Alec Douglas-Home tot premier.
Onder Edward Heath keerde Macleod terug in de voorste kamerbankjes als woordvoerder financiën in het schaduwkabinet. In die hoedanigheid construeerde hij het woord stagflatie. Hij pleitte in de oppositieperiode van 1965 tot 1970 voor een verschuiving van directe naar indirecte belastingen door afschaffing van de personeelsbelasting en invoering van een BTW. Ook verzette hij zich fel tegen de Britse terugtrekking uit de wereld ten oosten van Suez. 
Op 20 juni 1970, twee dagen na de verkiezingsoverwinning van de Conservatieve partij, werd Macleod door premier Edward Heath benoemd tot Chancellor of the Exchequer - Minister van Financiën en economische zaken. Op 7 juli 1970 werd hij met spoed naar het ziekenhuis gebracht met een blindedarmontsteking. Hiervan herstelde hij nog. Twee weken later overleed hij echter in 11 Downing Street aan een zware hartaanval. 
Hij behoorde tot de tak der Macleods van Pabbay en Uig. Zijn echtgenote, Evelyn Hester Blois, kreeg in 1971 de titel voor haar leven Baroness Macleod of Borve en was evenals hun dochter, Diana Hester Heimann-Macleod, een korte tijd politicus.
Iain Macleod's achternicht is de wereldbekende professor van Brouwen en Distilling, prof. dr. Anna MacGillivray Macleod.
Bronnen:
- Keesings Historisch Archief
- The MacLeods - The Genealogy of a Clan, Section four door Dr. Alick Morrison, M.A. (Hons.)
- The MacLeods - The Genealogy of a Clan, Section Four, bewerkt door Major Loudoun Hector Davenport MacLeod, RM en anderen
- Iain Macleod, een biografie door Nigel Fisher, 1973.

- Gemeinsame Normdatei: 119293021
- International Standard Name Identifier: 0000 0000 8351 5528
- Library of Congress Control Number: n84090778
- Nationale Bibliotheek van Tsjechië: jn20040427012
- Nationale Bibliotheek van Israël: 987007365014905171
- Nederlandse Thesaurus van Auteursnamen: 075234319
- SNAC: w6j67h5z
- Système universitaire de documentation: 15014038X
- Virtual International Authority File: 3277502
- WorldCat: E39PBJjHbHmDGfbRchDjPv8DMP